# 村山久美
村山 久美（むらやま くみ、1993年2月18日 - ）は、日本のグラビアアイドル、タレント、レースクイーンである。
千葉県出身。エヌウィード系列の『ヴィクトリーロード』に所属している。愛称は「くーみん」。

## 来歴・人物
父親が山形県出身。スカウトされたのは高校の時だったが、卒業後に体調不良が重なった為、20歳の時に本格的な仕事を始めた。
2015年秋、「ミスFLASH2016」にエントリー。2014年大会では面接で落選した為2年越しの再挑戦となったが、グランプリ受賞はならなかった。
2016年、SUPER GT「PACIFIC FAIRIES」の一員としてレースクイーン活動を開始。2017年はD1グランプリで「GULF RACING DESTINO TIREレースクイーン」を務める傍ら、同年6月のレッドブル・エアレース・ワールドシリーズ千葉大会では、ペトル・コプシュタイン（No.18 チーム・シュピールベルグ）のチームガールを担当。同年10月27日、初のイメージDVD『Kumi Style〜はじめまして、村山久美です〜』を発売。
趣味は買い物、音楽鑑賞、特技はバスケットボール、トランペット。兄が1人いる。

## 活動

### レースクイーン
| 年     | カテゴリー                                       | チーム名                                                             | 他メンバー |
| ------ | ------------------------------------------------ | -------------------------------------------------------------------- | --- |
| 2016年 | SUPER GT                                         | GULF RACING with PACIFIC 「PACIFIC FAIRIES」                         | 阿久津真央、有馬奈那、大島理沙、朔矢あいね、柳沼陽菜                                                                       |
| 2017年 | D1グランプリ                                     | GULF RACING DESTINO TIREレースクイーン                               | なし |
| 2017年 | レッドブル・エアレース・ワールドシリーズ千葉大会 | ペトル・コプシュタイン（No.18 チーム・シュピールベルグ）チームガール | 林紗久羅、璃波、立花はる、引地裕美、有馬綾香、宮越愛恵、河瀬杏美、太田麻美、川崎あや、清瀬まち、森紗羅、藤木由貴、比良祐里 |
| 2018年 | SUPER GT                                         | PACIFIC with GULF RACING 「PACIFIC FAIRIES」                         | 飯野真希、空陸海ゆきな、林ゆめ、松田沙耶、南まりあ                                                                         |

### イメージガール
- でちゃう!ガール（2015年～）[12]
- モンストサポーター（モンスターストライク公式サポーター／2015年）[4]

### DVD
- Kumi Style～はじめまして、村山久美です～（2017年10月27日発売／グラッソ）

## 出演

### テレビ番組
- FNS27時間テレビ「いただきハイジャンプ×キスマイBUSAIKU!? 超合体フェスティバル」（フジテレビ／2016年7月24日放送） 
水着モデルとしてカメオ出演[13]
- ごりやくさん（KBS京都） - 「第20回寒川神社」旅人（2020年2月）[14]

### 舞台
- Angeill（エンジール）第4回公演「ターニングポイント」（新宿サンモールスタジオ／2013年7月13日～21日）[15]

### CM

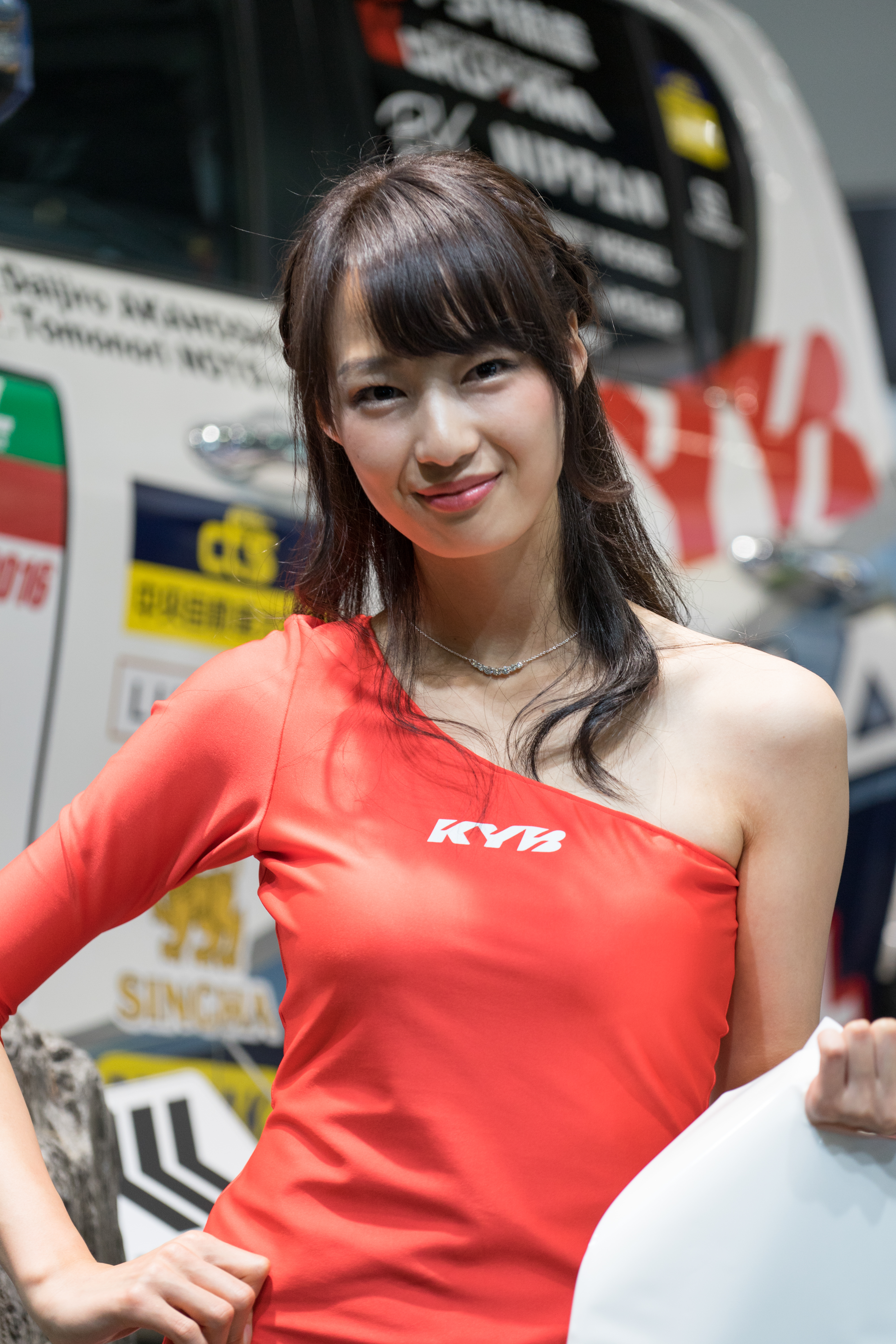
東京オートサロン2017にて

- プリンスホテル「夏プリ編」（2015年）[16]

### イベント
- ニコニコ超会議「超囲碁・将棋・電王ブース／ニコニコ将棋対局コーナー」（2014年4月）- 時読みちゃんとして出演[17]
- 東京オートサロン2016「RED SEED OILブースモデル」（2016年1月）[18]
- 東京オートサロン2017「KYBエンジニアリング&サービスブースモデル」（2017年1月） - 共演：玉城絵夢[19]、畠田絵里[20]
- 東京オートサロン2018「CLIMATEブースモデル」（2018年1月）